# Léninski (Kanevskaya, Krasnodar)
Léninski (del ruso: Ленинский) es un jútor del raión de Kanevskaya del krai de Krasnodar del sur de Rusia. Está situado en la orilla derecha del limán  Sladki del Beisug, 23 km al noroeste de Kanevskaya y 130 km al norte de Krasnodar, la capital del krai. Tenía 123 habitantes en 2010.
Pertenece al municipio Novodereviánkovskoye.